# Yamaha Corporation
|  | Per a altres significats, vegeu «Yamaha». |

Yamaha Corporation (ヤマハ株式会社, Yamaha Kabushiki Gaisha) o simplement, Yamaha (TYO 7951), és un fabricant japonès amb un ampli ventall de productes. Des de motocicletes (vegeu Yamaha Motor Company) a instruments musicals, circuits integrats i productes electrònics. Fou fundada per Torakusu Yamaha.
Els pianos fabricats per Yamaha tenen fama de ser de bona qualitat, fabricats amb materials forts, una sonoritat forta i les tecles solen ser força toves. Els pianos Yamaha, porten escrit Yamaha a dalt a la dreta, tant en els verticals com en els de cua.